# Goran Drmić
Goran Drmić (Zenica, 4 gennaio 1988) è un ex calciatore bosniaco con cittadinanza croata, di ruolo difensore.

## Carriera
Ha giocato 10 partite nella massima serie russa.